# Lina Muvaro
 (octobre 2023).
Lina Muvaro, née au Congo-Kinshasa, est une personnalité politique directrice du restaurant « Le Cordon bleu » et restauratrice à la présidence congolaise,,.